# 국도 제86호선 (이란)
국도 제86호선(페르시아어: جاده 86, Road 86)은 케르만주의 바간에서 후제스탄주의 아바즈 군까지 이어주는 총 연장 1,203 km의 거리를 가진 이란의 일반 국도이다. 그러나 이 도로는 서쪽 47 km의 구간에 한하여 72번 국도와 공용하고 있는 것으로 보이게 되지만, 아시안 하이웨이 72호선의 일부이기도 하다.